# Vụ ăn thịt người ở Miami
Vào ngày 26 tháng 5 năm 2012, Rudy Eugene đã tấn công Ronald Poppo, một người đàn ông vô gia cư, tại MacArthur Causeway ở Miami, Florida, gây xôn xao trên toàn thế giới. Trong đoạn video dài 18 phút, Eugene cho rằng Poppo đã ăn cắp cuốn Kinh thánh của mình, đánh ông bất tỉnh, cởi quần ông và cắn gần hết khuôn mặt của Poppo phía trên bộ râu (bao gồm cả mắt trái) khiến ông bị mù cả hai mắt. Do tính chất gây sốc của vụ việc và sự đưa tin của các phương tiện truyền thông toàn thế giới, Eugene được mệnh danh là "Miami Zombie" và "Causeway Cannibal". Cuộc tấn công kết thúc khi Eugene bị một sĩ quan Sở cảnh sát Miami bắn chết.
Mặc dù bạn bè và gia đình đã cung cấp thông tin chi tiết về cuộc đời của Eugene, nhưng nguyên cuộc tấn công diễn ra vẫn chưa rõ ràng. Eugene, 31 tuổi, làm việc tại một tiệm rửa xe vào thời điểm đó, đã từng có nhiều tội danh từ năm 16 tuổi, với vụ cuối cùng vào năm 2009. Trong khi các nguồn tin cảnh sát suy đoán rằng việc sử dụng một loại ma túy đường phố như "muối tắm" có thể là một yếu tố, các chuyên gia bày tỏ nghi ngờ, vì các báo cáo về khám nghiệm tử thi chỉ có thể xác định cần sa trong máu của Eugene, nên nguyên nhân cuối cùng của hành vi của anh ta là không rõ. Poppo, 65 tuổi, tốt nghiệp Trường Trung học Stuyvesant tại Manhattan, là người vô gia cư, bị gia đình bỏ rơi và bị cho là đã chết từ lâu.

## Diễn biến
Sáng ngày 26 tháng 5 năm 2012, Rudy Eugene, 31 tuổi, lái xe đến Bãi biển Miami, Florida, để tham dự Tuần lễ Bãi biển Thành thị. Chiếc Chevrolet Caprice màu tím mang cờ Haiti của anh đã bị hỏng trên đường đi. Sau khi dành 30–40 phút tại vị trí đó, như được quay trên video an ninh trong và xung quanh xe, anh đã bỏ nó vào khoảng giữa trưa, và bắt đầu băng qua 3 dặm (4,8 km) tại đường cao tốc MacArthur, tự cởi bỏ quần áo và vứt bỏ bằng lái xe, theo lời kể của các nhân chứng. Chiếc xe của anh đã được cảnh sát bãi biển Miami phát hiện và kéo về. Bên trong xe, cảnh sát phát hiện một cuốn Kinh thánh và 5 chai nước rỗng.
Eugene, người đã khỏa thân, vứt bỏ giày và cuốn Kinh thánh của mình tại hiện trường vụ án, chạm trán Ronald Poppo, 65 tuổi, vào khoảng 1 giờ 55 phút chiều. Poppo khi đó nằm bên dưới cây cầu Metromover dành cho xe chở người tự động, Eugene bắt đầu đánh đập ông, lột quần ông và cắn vào mặt của ông. Cuộc tấn công diễn ra ở phía tây của đường cao tốc MacArthur, gần trụ sở The Miami Herald của khu nghệ thuật và giải trí của Trung tâm thành phố Miami. Lúc đầu, người ta cho rằng cả Eugene và Poppo trước đó đều không biết người kia, cho đến khi một bài báo tháng 7 năm 2012 tiết lộ rằng Eugene đã gặp Poppo khi làm việc cho cộng đồng vô gia cư ở Miami. Larry Vega đi xe đạp ngang qua hiện trường đã báo ngay cho cảnh sát. Vài phút sau, sĩ quan Sở cảnh sát Miami Jose Ramirez đã đến và sau khi kinh ngạc trước cảnh tượng, đã cảnh báo Eugene không được tấn công Poppo. Eugene phớt lờ những lời cảnh báo của viên cảnh sát và thay vào đó, tiếp tục cắn nạn nhân của mình. Cuộc tấn công kết thúc lúc 2 giờ 13 phút chiều khi Sĩ quan Ramirez bắn Eugene một lần đầu tiên, điều này tỏ ra không hiệu quả, và sau đó là bốn lần nữa. Sự việc này đã được ghi lại bởi một camera an ninh trên tòa nhà The Miami Herald. Video giám sát cho thấy cuộc tấn công kéo dài trong 18 phút trước khi cảnh sát xuất hiện.

### Hậu quả
Poppo được đưa vào Bệnh viện Jackson Memorial trong tình trạng nguy kịch, mất 75–80% khuôn mặt và mắt trái của ông đã bị mất. Ông đã trải qua các cuộc phẫu thuật tái tạo khuôn mặt mất nhiều tháng để hoàn thành, nhưng mặt ông vẫn bị biến dạng và ông đã bị mù vĩnh viễn. Để hỗ trợ chi phí, một quỹ đã được thành lập vào ngày 17 tháng 7 năm 2012 và đã thu được $100,700. Poppo đã nói chuyện với cảnh sát, người đã cứu mạng của ông, vào ngày 19 tháng 7, giải thích rằng Eugene, người mà ông hầu như không biết, đã tiếp cận ông một cách thân thiện nhưng sau đó, bắt đầu nói về việc họ sẽ chết như thế nào, buộc tội Poppo ăn cắp cuốn Kinh thánh của anh, và đột ngột tấn công và bóp cổ ông, sau đó "giật ra" cả hai mắt.
Poppo bị mất lông mày, mũi, một phần trán và má, mắt trái, và bị mù hoàn toàn do mắt phải bị đánh trọng thương. Ông phải trải qua nhiều cuộc phẫu thuật để sửa chữa khuôn mặt của mình. Sau khi phục hồi, ông đã tăng 50 pound (23 kg) và học lại cách ăn mặc, có thể tự ăn, tắm và cạo râu. Ông được phép ở lại cơ sở y tế vô thời hạn.

## Hung thủ
Rudy Eugene (4 tháng 2 năm 1981 - 26 tháng 5 năm 2012) sinh ra tại bệnh viện Jackson Memorial ở Miami, Florida. Anh là người gốc Haiti, có cha mẹ là người nhập cư, họ ly hôn sau khi anh ra đời vài tháng. Eugene không bao giờ liên lạc với cha mình, người đã mất khi anh sáu tuổi. Eugene học tại trường trung học North Miami Beach vào năm lớp 10 và lớp 11, và anh đã chơi trong đội bóng bầu dục của trường vào cuối những năm 1990. Năm 17 tuổi, anh chuyển đến trường trung học North Miami. Sau khi tốt nghiệp, Eugene kiếm tiền từ các việc làm như bán đĩa CD, làm việc tại McDonald's và tiếp thị qua điện thoại. Công việc cuối cùng của anh là rửa xe ô tô tại một đại lý ô tô địa phương. Eugene đã bày tỏ sự quan tâm đến việc mở 1 cửa hàng rửa xe của riêng mình.
Cuộc hôn nhân của Eugene chỉ kéo dài 3 năm, từ năm 2005 đến năm 2008, khi vợ anh báo cáo rằng đã có bạo lực gia đình trong mối quan hệ này. Cuộc ly hôn được đưa ra tòa vào ngày 8 tháng 1 năm 2008, và họ không có con trong mối quan hệ của họ. Eugene không liên lạc với vợ cũ kể từ đó.

### Tiền sử phạm tội
Eugene đã bị bắt tổng cộng 8 lần, với lần bị bắt đầu tiên là vì hành hung vào năm 1997, khi anh 16 tuổi. Ngày 25 tháng 2 năm 2004, Eugene làm vỡ bàn, đập phá các vật dụng xung quanh nhà và đẩy mẹ ra khỏi bếp. Sau đó, mẹ anh nói với các sĩ quan rằng anh đã nói: "Tôi sẽ gí súng vào đầu bà và giết bà." Anh đã phải chịu án bị quản chế vì chống lại một sĩ quan cảnh sát. Các cáo buộc còn lại chủ yếu liên quan đến cần sa, mà anh đã bày tỏ mong muốn từ bỏ.  Lần bị bắt cuối cùng của anh là vào tháng 9 năm 2009.

## Nạn nhân
Ronald Edward Poppo (sinh ngày 17 tháng 5 năm 1947) sinh ra và lớn lên ở Brooklyn, New York. Ông từng theo học tại Trường Trung học Stuyvesant danh giá của Manhattan. Một người bạn học cũ kể lại rằng, sau khi tốt nghiệp trung học, Poppo đăng ký học tại trường đại học City College gần đó nhưng ông đã bỏ học vào cuối năm 1966. Poppo trở thành người vô gia cư vào đầu năm 1976. Vào ngày 24 tháng 5 năm 2012, hai ngày trước khi vụ tấn công diễn ra, các nhân viên từ Chương trình Hỗ trợ Người vô gia cư Miami đã phát hiện ra ông và đề nghị ông tham gia dịch vụ của Miami-Dade County Homeless Trust. Tuy nhiên, Poppo đã từ chối.
Vào thời điểm xảy ra vụ tấn công, gia đình của Poppo, bao gồm cả con gái của ông đã không có bất kỳ tin tức gì từ ông trong hơn 30 năm. Họ cho rằng Poppo đã chết và nghĩ rằng ông đã tự sát. Họ đã rất bất ngờ khi biết rằng ông vẫn còn sống vào thời điểm đó. Sau khi vụ việc diễn ra, Poppo được điều trị và cư trú trong một cơ sở Medicaid.